# Moniátis
Moniátis är en ort i Cypern.   Den ligger i distriktet Eparchía Lemesoú, i den centrala delen av landet, 50 km sydväst om huvudstaden Nicosia. Moniátis ligger 684 meter över havet och antalet invånare är 312. Den ligger på ön Cypern.
Terrängen runt Moniátis är lite bergig. Trakten runt Moniátis är glesbefolkad, med 14 invånare per kvadratkilometer. Närmaste större samhälle är Sotíra, 17,6 km söder om Moniátis. 